# De prinses en de loodgieter
De prinses en de loodgieter is een hoorspel van Royce Ryton. The Princess And The Plumber werd op 19 april 1972 door de BBC uitgezonden. Joop van Helmond vertaalde het en de VARA zond het uit op vrijdag 26 december 1975. De regisseur was Ab van Eyk. Het hoorspel duurde 43 minuten.

## Rolbezetting
- Jan Borkus (Angus)
- Trudy Libosan (Patricia)

## Inhoud
De lieve, wereldvreemde en onhandige Patricia woont heel alleen in een huisje en snakt naar gezelschap, vooral naar een echtgenoot. Wanneer dan ook op een dag de loodgieter uit het nabijgelegen dorp haar cottage bezoekt om daar enkele werkzaamheden te verrichten, wordt hij door haar als een prins ontvangen. Voorlopig ontgaat het de goede man welke rol hem door Patricia in haar fantasierijke ideeënwereld is toebedeeld…